# Bulbophyllum lemnifolium
Bulbophyllum lemnifolium är en orkidéart som beskrevs av Rudolf Schlechter. Bulbophyllum lemnifolium ingår i släktet Bulbophyllum och familjen orkidéer. Inga underarter finns listade i Catalogue of Life.